# 南方公园：新冠之后
《南方公园：新冠之后》（英语: South Park: Post Covid）是一部美国成人动画电视电影。该电影是南方公园14部流媒体电影计划的第一部。电影是南方公园系列继《南方公园剧场版》20多年以来的第一部电影，同时也是《南方公园》的第一部流媒体电影，电影已独家上线派拉蒙+平台。
斯坦、凯尔、卡特曼、肯尼在2019冠状病毒病疫情下存活了下来，但在疫情之后，他们已不再是以前的自己。

## 剧情[註 1]
40年后的未来，新冠疫情似乎已经快要结束了。斯坦·马什从南方公园搬到了城市里，他现在的工作是线上威士忌咨询师。他正在“工作”时，他的亚莉克莎化成全息影像来提醒他，凯尔·布罗夫洛夫斯基来电话了。而自从四人组关系破裂后，斯坦和凯尔便没有再说过话。在电话中，凯尔叫斯坦回南方公园来看看，斯坦拒绝了，说那里已经没有什么值得他留恋的东西了。凯尔便告诉他，肯尼·麦考密克死了。之后，吉米·瓦尔莫在纽约录制他的节目《吉米深夜秀》（Late Night With Jimmy）时，突然得知了著名怪人科学家、百万富翁慈善家肯尼·麦考密克死亡的消息。于是，他立即决定订机票返回南方公园参加葬礼。
斯坦开着车回南方公园，他路过基诺沙路医院（原地狱通道医院）时，告诉亚莉克莎自己感觉很糟糕。之后，他又开车经过了几棵棕榈树、几乎干涸的史塔克池塘（现已改名“史塔克水坑”）、扩建后的南方公园小学、关闭的帕克县警署，还有狗狗眼镜店等新商店，路上他还看见了一些骑着悬浮滑板和戴着VR眼镜的孩子。最终，他来到邓尼苹果蜂餐厅与凯尔见面。前来点餐的服务员告诉他们，在未来，餐厅已经不供应肉类了，只供应用环保的昆虫蛋白质做成的食物。凯尔告诉斯坦，自己最近在和肯尼联系，肯尼告诉他自己正在追查导致最近的一切发生的元凶。托肯·布莱克加入了他们，并亮出了警徽，表示自己是一名警察。托肯和凯尔说，肯尼在死前告诉他们，自己的追查已经有了重大突破。斯坦便表示自己只是来参加葬礼的，不愿掺和此事，并嘲笑两人，说他们是不是还要找耶稣和圣诞老人帮忙，还说他们应该长大点了。之后，他便回到了自己住的汽车旅馆，打开电视，便看到了关于肯尼去世的新闻报道，主持人还读了肯尼留下的信：“我准备揭露真相。万一哪天我死了，我已经藏好了所有相关信息，我最亲近的朋友们知道应该到哪里去找。”斯坦便决定帮助凯尔调查肯尼死亡的真相，但只是看在肯尼的份上而已。肯尼的守灵会由吉米主持，几乎所有的四年级同班同学都来参加了。其中有温蒂·泰斯伯格和她的丈夫达尔文，依然在一起的特维克·特威克和克雷格·塔克，还有克莱德·多诺万，他们都是从市里赶来的。他们都说疫情改变了很多东西，并对肯尼的真正死因表示怀疑。斯坦、凯尔还见到了埃里克·卡特曼，他已经皈依犹太教，还在科罗拉多斯普林斯成了一名拉比，还和一名叫燕特尔的犹太女人结了婚。他说，疫情改变了他，还说他一直在跟肯尼保持联系，肯尼的目标是找到新冠病毒的起源。但凯尔却坚持认为，卡特曼做这些只是为了激怒他，并且为之花了整整40年。然而，他们却在卡特曼离开后，看见他紧紧拥抱他的两个孩子。回到旅馆后，斯坦看到了关于肯尼的另一个新闻片段，其中肯尼的一个等式中，出现了“节草”一词。斯坦看到这个词后感到很不安，因为他并不想面对他的父亲。
之后，斯坦来到南方公园教堂参加葬礼，发现葬礼的主持人是斯科特·马尔金森。他现在成了一名神父，但好像并没有人认识他。在对肯尼的悼词中，斯科特鼓励大家反思自己的生活，并珍惜朋友和家人。听到这里，斯坦再也忍不住心中的负罪感，便起身质问凯尔，悼词是不是他写的，还说他知道一些关于肯尼的信息，但他不想说出来，因为这些信息和他的父亲有关，而他并不想面对他的父亲。三人便开始在教堂里争吵，最后斯坦夺门而出，说要离开这个小镇，还用小时候的方式嘲笑斯科特。接着，拉比卡特曼便上台继续发表悼词，但说到一半，一名医生突然打断了他，说肯尼其实是死于“积分回馈新冠德尔塔加强型变异病毒”。此言一出，小镇立即爆发了恐慌，镇民们四处疯抢物资和“下巴尿布”，很快便将它们一抢而空。随后，军队便到来了，并封锁了小镇的所有出入口，斯坦、卡特曼以及其他人都无法离开了。军官说，封锁的原因是小镇里还有一个人没有接种疫苗，但他拒绝说出这个人的名字。军队的所有士兵都全副武装，有一个人试图逃离小镇，便被开枪射死了。南方公园小学Plus为外来的旅客们搭建了临时住所，管理者正好是年老的政确校长，他宣布，熄灯时间是每晚9点。熄灯后，托肯、克莱德、吉米、克雷格、特维克和温蒂讨论了最近发生的事，他们怀疑，肯尼死于新冠的事其实只是有人为了掩盖肯尼的研究而编造的，而“有一个人没打疫苗”也只是把他们困在这里的借口，避免他们去调查真相，因为到了现在，所有人应该都打了疫苗了。克莱德便说，打疫苗是一项“个人选择”，大家立马纷纷指责他不打疫苗，说已经有40年的研究证明疫苗的安全性了。与此同时，亚莉克莎劝说斯坦去见他的父亲，因为这样或许可以帮到他的朋友们，但斯坦却一再拒绝，这让亚莉克莎很不满。之后，临时住所也住满了，卡特曼只好带着妻儿，来到凯尔家请求凯尔收留他。他说，孩子们住在这个“舒适的犹太家庭”会很高兴，还叫孩子们称呼凯尔为“凯尔叔叔”。当晚，凯尔正准备入睡，突然听见卡特曼一边和妻子做爱，一边喊着《犹太五经》中的故事。他认为卡特曼这样做也是在激怒他，便敲开两人做爱的房门大声指责，还告诉燕特尔，卡特曼曾经闯进他的房间，给他传染了艾滋（见“艾滋兄弟”）。卡特曼便保证，自己一家一定第二天早上就走，尽管他的孩子们都对这里恋恋不舍。
第二天早上，吉米、克雷格、特维克、温蒂和达尔文试图劝说克莱德接种疫苗，这样他们就可以回家了。克莱德却拒绝了，说他对贝壳过敏，而疫苗可能被贝壳交叉污染，他拒绝接种疫苗，就是因为“一般意义上的贝壳物质”（shellfishness，和自私selfishness谐音）。之后，托肯带大家去看了学校里的麦考密克科学馆，他们在里面看到了一个巨大的秘密实验室，里面溅满了血，肯尼的大部分研究资料也在里面。他们发现，肯尼在资料中多次提到了一个叫维克多·乔斯的人，他是肯尼研究的左膀右臂。但现在，维克多已经被关进了精神病院，而且不能接听电话。如果要去见他，那么所有人都必须接种了疫苗才行，偏偏克莱德又没有打疫苗。当晚，温蒂走到克莱德身边，邀请他来“一起派对”，并拿出一包“可卡因”，假装开吸，还叫克莱德一起吸。克莱德正要吸，突然意识到这包“可卡因”其实是疫苗，便拒绝吸食。同时，在凯尔家，卡特曼一家正准备离开，凯尔便出来道歉，并请求他们留下，尽管他并不是很情愿。这时，托肯带着肯尼的研究资料来了，他和凯尔从中发现，肯尼其实一直在研究时间旅行的方法，这样他就能回到过去阻止疫情发生了。这时，卡特曼和妻子又开始卿卿我我，凯尔被打扰了，便吼了他几句。于是，卡特曼的孩子们便回骂凯尔，还说他快把他们逼疯了，说的话和卡特曼小时候如出一辙。托肯这时说，肯尼曾经说过，要“像小时候一样思考”，才能发现肯尼藏匿秘密的地方——他自己的屁眼。与此同时，斯坦来到荫亩养老院见他的父亲，老人们现在被关在那里不能离开。兰迪否认他有一个儿子，然后声称斯坦谋杀了他的姐姐雪莉。兰迪不承认他对莎伦的自杀有任何过错。斯坦也不认为是自己的错，并将责任都归咎于兰迪身上。在与其他老年人的分享时间，兰迪又在大家面前把他母亲和姐姐的死归咎于斯坦。斯坦向其他老人解释说，莎伦在疫情之后想要离婚，但兰迪拒绝将一半的农场让给她。出于对父母争吵的愤怒，斯坦决定将整个农场烧掉。雪莉因为不愿意做大麻杂活，被兰迪关在了谷仓里，于是她被烧死了。雪莉的死促成了莎伦的自杀。然而，当斯坦提到肯尼时，兰迪惊讶地得知肯尼将疫情与节草大麻联系到一起。而这正是拯救所有人的关键。两人打算去节草农场看看，找回兰迪留在那里的东西，当他们的请求被拒绝后，他们冲出了老人院。
来到节草农场被烧毁的遗迹，兰迪将责任追溯到加里森当选总统、新冠疫情、未指明的种族战争以及电影《空中大灌篮2》（Space Jam 2）的上映。他声称由于中国的影响，世界 "失去了节操"，中国想通过让所有人失去积极乐观的精神，以此成为一个超级大国来削弱美国。兰迪承认他和穿山甲发生了关系然后引发了新冠疫情。他声称是中国利用了他。兰迪透露他创造并珍藏了一种促销型节草大麻来拯救大家。当他们打开柜子后发现藏起来的大麻不见了，地上新鲜的脚印表明它最近才被偷走。除了被盗走的这些大麻，兰迪还在屁眼里藏了一些种子，但在老人院时种子也被拿走了。斯坦也因此想到了肯尼藏重要信息的地方。兰迪看到了莎伦和雪莉的鬼魂，她们指责斯坦对火灾的责任。然后他发现了一株最后幸存的节草嫩芽，并开始保护它。在地狱通道医院，卡特曼一家、托肯和凯尔被拒绝接触肯尼的遗体。直到斯坦来到这里，掏出了威士忌咨询师的证件，才获得了医生的允许。斯坦、卡特曼和凯尔来到停尸房检查肯尼的遗体，看到它正被老鼠啃食。起初，他们都不愿意把手伸进肯尼的屁眼里，但当凯尔和卡特曼发生争吵时，斯坦做出了妥协。斯坦宣称他将像“解决”其他事情一样解决它。他们找到了一个硬盘，并把它带回了学校。他们播放视频，想要得知真相。视频中，肯尼试图通过时间旅行来阻止新冠疫情，并将糟糕的未来归咎于“我的三个白痴朋友斯坦、凯尔和卡特曼”。肯尼指出这三人让疫情毁掉了他们的友谊，他们变成了好争、好斗、悲观的混蛋。他一生都在试图“修复他们的兄弟情谊”。肯尼似乎回到了过去，但所有的实验室助手都被机器杀死了。视频的结尾处肯尼回到了座位上，又悄悄地离开了。斯坦三人惊呆了，原来他们试图对抗的坏人就是自己。
斯坦三人坐下反思，想到他们小时候是多么的乐观，而未来的结果是多么的糟糕。他们意识到在小时候是不会放弃的。于是他们共同承诺要一起努力，无论如何都要救出肯尼，修复未来，即使他们对量子物理学一无所知。卡曼找借口离开了。他回到孩子们身边，敦促他们收拾东西，赶紧离开。他对凯尔试图改变未来感到不安，并和孩子们拥抱在一起说“操他妈的凯尔叔叔”。与此同时，精神病院的管理人把食物送到属于维克多·混沌（Victor·Chaos）的病房，说他又接到了一个要找维克多的电话，不知道维克多有什么了不起的。

## 电影分级
该电影在美国的派拉蒙+平台上被分为TV-MA-L，表示该电影只适合成人观众且内容包含大量的脏话。

## 脚注